# جيمي كوفمان
جيمي كوفمان (بالإنجليزية: Jimmy Kaufman)‏ هو مخرج أمريكي، ولد في 1 أبريل 1949 في مونتريال في كندا.

## وصلات خارجية
- الموقع الرسمي
- جيمي كوفمان على موقع IMDb (الإنجليزية)
- جيمي كوفمان على موقع ألو سيني (الفرنسية)
- جيمي كوفمان على موقع أول موفي (الإنجليزية)
- جيمي كوفمان على موقع قاعدة بيانات الأفلام السويدية (السويدية)
- جيمي كوفمان على موقع قاعدة بيانات الفيلم (الإنجليزية)
- جيمي كوفمان على موقع كينوبويسك (الروسية)